# Tragaldabas
Tragaldabas ist eine komische Oper in vier Aufzügen von Eugen d’Albert. Das Libretto verfasste Rudolf Lothar nach einer Vorlage von Auguste Vacquerie. Die Uraufführung der Oper war am 3. Dezember 1907 am Stadttheater Hamburg.

## Handlung

### Erster Aufzug
Die beiden Gauner Tintamarro und Griffo haben den Auftrag, am nächsten Morgen mit einem Attentat auf den Herzog den Startschuss einer Revolution abzugeben. Tragaldabas, in finanziellen Nöten, versucht die beiden zu erpressen, aber das Blatt wendet sich: Entweder er nimmt die Pistole und gibt den Schuss auf den Herzog ab, oder er wird auf der Stelle umgebracht. Tragaldabas nimmt die Waffe. - Zwischenzeitlich betreten Donna Laura und Don Ottavio die Bühne. Don Ottavios Verführungskünste verfangen jedoch nicht, zumal Donna Laura verheiratet ist und ihr die Ehe heilig ist. Dennoch gewährt sie ihrem Verehrer die Gunst eines Besuchs in ihrem Garten am nächsten Tag. - Am Morgen erscheint der Herzog. Tragaldabas versucht seinen Auftrag an die beiden Polizisten in Zivil, Bubus und Minas, weiterzugeben, die ihn sogleich verhaften. Der hinzugekommene Don Ottavio erkennt in Tragaldabas den Vetter Donna Lauras und erklärt den Vorgang zu einer geplanten Probe der Polizisten, die sie bestanden hätten. Er lässt Tragaldabas wieder frei.

### Zweiter Aufzug
Don Ottavio erscheint zum Stelldichein mit Donna Laura. Fast wäre sie seinen Liebesschwüren verfallen, wenn die beiden nicht durch das herannahende Trio Tragaldabas, Tintamarro und Griffo gestört würden. Da diese betrunken sind, kommt es zum Streit, welcher durch ein Duell entschieden werden soll. Da der zweite Sekundant fehlt, wird Don Ottavio herbeigeholt. Als dieser vernimmt, dass Tragaldabas gar nicht fechten kann, tritt er für ihn ein. Griffo wird am Arm verletzt, so dass das Duell zugunsten Don Ottavios ausgeht. Er ernennt Tragaldabas zum Majordomus: So werd' ich Euch nie aus dem Auge verlieren. - Der vor Freude taumelnde Tragaldabas entdeckt im Garten Don Ottavio Arm in Arm mit Donna Laura, und plötzlich versteht er den Grund der Gunstbezeugungen: Donna Laura ist seine Frau.

### Dritter Aufzug
Tragaldabas führt ein langweiliges Leben im Überfluss, dem er ein Ende bereiten will. Don Ottavio versucht dies zu verhindern, indem er ihm die Lust an der Liebe vermittelt. - Don Ottavio und Donna Laura schmieden Fluchtpläne, wobei Donna Laura zunehmend ein schlechtes Gewissen plagt: Die Ehe mit Tragaldabas ist nur zum Schein, um sich für Liebhaber interessanter zu machen. Tragaldabas erscheint wieder und komplimentiert Don Ottavio aus dem Haus. Er wird daraufhin von Donna Laura trunken gemacht, damit sie in der Nacht mit Don Ottavio entfliehen kann. Als Tragaldabas schon nicht mehr Herr seiner Zunge ist, offenbart er Donna Laura, dass Don Ottavio seinen Tod mehrfach verhindert hat. Ihr wird augenblicklich bewusst, dass Don Ottavio sie niemals heiraten wollte. Als Don Ottavio sie abholen möchte, weist sie ihn ab und versagt ihm jede weitere Bekanntschaft.

### Vierter Aufzug
Don Ottavio spürt seine noch stärker gewordene Liebe zu Donna Laura. Als Tragaldabas erscheint und von Griffo zum Duell aufgefordert wird, möchte ihm Don Ottavio dieses Mal nicht beistehen. Tragaldabas wirft den Degen zu Boden und sucht Schutz hinter Don Ottavio. Donna Laura kommt, unterbindet das Duell und klärt Don Ottavio darüber auf, dass sie nicht mit Tragaldabas verheiratet ist. Don Ottavio fällt vor ihr auf die Knie, und als sie von Tragaldabas die Bestätigung erhält, dass Don Ottavio ihn hätte im Duell sterben lassen, ist sie von seiner wahren Liebe überzeugt. - Tragaldabas muss sich entscheiden: Entweder er wird von Griffo getötet oder er geht als Ersatz für den verstorbenen Affen, den Tintamarro von Ibrahim geliehen hatte, in den Zirkus. Tragaldabas wählt fortan das Leben als Affe: Als Mensch bleib ich stets der Menschen Knecht, als Affe bin ich frei, das Sklaventum ist vorbei.